# Eriothrix nitidus
Eriothrix nitidus là một loài ruồi trong họ Tachinidae.